# Saint-Ybars
Pour l’article ayant un titre homophone, voir Saint-Ybard.
Saint-Ybars est une commune française située dans le nord du département de l'Ariège, en région Occitanie.
Sur le plan historique et culturel, la commune fait partie du Pédaguès, ancienne appellation remplacée au XXIe siècle par la dénomination géographique de Terrefort ariégeois, constitué des terreforts de Pamiers et de Saverdun, sur la rive gauche de l'Ariège.
Commune limitrophe avec le département de la Haute-Garonne exposée à un climat tempéré aux influences océaniques et méditerranéennes , elle est drainée par la Lèze, la Mouillonne, le Latou, la Rijolle et par divers autres petits cours d'eau.
Saint-Ybars est une commune rurale qui compte 670 habitants en 2022, après avoir connu un pic de population de 2 477 habitants en 1806. Elle fait partie de l'aire d'attraction de Toulouse. Ses habitants sont appelés les Éparchois ou Éparchoises.
Le patrimoine architectural de la commune comprend un immeuble protégé au titre des monuments historiques : l'église Saint-Ybars, classée en 1907 puis en 1987.

## Géographie

### Localisation
La commune de Saint-Ybars se trouve dans le département de l'Ariège, en région Occitanie.
Elle se situe à 35 km à vol d'oiseau de Foix, préfecture du département, à 34 km de Saint-Girons, sous-préfecture, et à 5 km de Lézat-sur-Lèze, bureau centralisateur du canton d'Arize-Lèze dont dépend la commune depuis 2015 pour les élections départementales.
La commune fait en outre partie du bassin de vie de Lézat-sur-Lèze.
Les communes les plus proches sont : 
Massabrac (1,9 km), Castagnac (2,9 km), Sainte-Suzanne (3,1 km), Canens (5,1 km), Lézat-sur-Lèze (5,3 km), Villeneuve-du-Latou (5,4 km), Esperce (6,7 km), Lapeyrère (6,7 km).
Sur le plan historique et culturel, Saint-Ybars fait partie du Pédaguès, ou Podaguès, ancienne appellation remplacée au XXIe siècle par la dénomination géographique de Terrefort ariégeois, constitué des terreforts de Pamiers et de Saverdun, sur la rive gauche de l'Ariège.
| Lézat-sur-Lèze            |                |                                |
| Castagnac (Haute-Garonne) | Saint-Ybars    | Gaillac-Toulza (Haute-Garonne) |
| Massabrac (Haute-Garonne) | Sainte-Suzanne | Villeneuve-du-Latou            |

Saint-Ybars est une bastide de l'aire d'attraction de Toulouse située sur l'ancienne route nationale 626. C'est une commune limitrophe avec le département de la Haute-Garonne.

### Géologie et relief
La commune est située dans le Bassin aquitain, le deuxième plus grand bassin sédimentaire de la France après le Bassin parisien, certaines parties étant recouvertes par des formations superficielles. Les terrains affleurants sur le territoire communal sont constitués de roches sédimentaires datant du Cénozoïque, l'ère géologique la plus récente sur l'échelle des temps géologiques, débutant il y a 66 millions d'années. La structure détaillée des couches affleurantes est décrite dans la feuille « n°1034 - Cazères » de la carte géologique harmonisée au 1/50 000ème du département de l'Ariège, et sa notice associée.
La superficie cadastrale de la commune publiée par l’Insee, qui sert de références dans toutes les statistiques, est de 24,31 km2,. La superficie géographique, issue de la BD Topo, composante du Référentiel à grande échelle produit par l'IGN, est quant à elle de 24,63 km2.  L'altitude du territoire varie entre 213 m et 334 m.

### Hydrographie

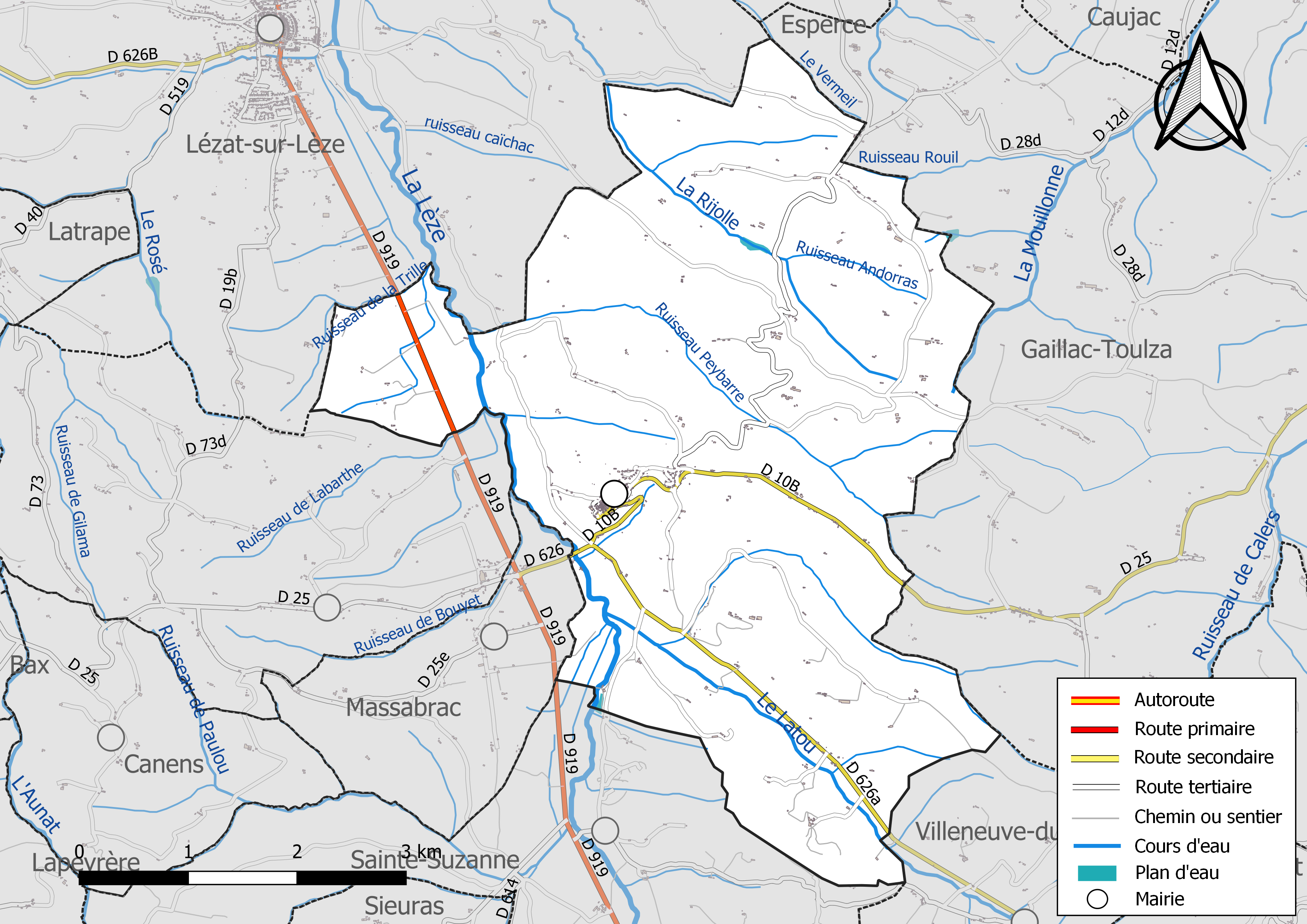
Réseaux hydrographique et routier de Saint-Ybars.

La commune est dans le bassin versant de la Garonne, au sein du bassin hydrographique Adour-Garonne. Elle est drainée par la Lèze, la Mouillonne, le Latou, la Rijolle, le Vermeil, le ruisseau Andorras, le ruisseau de la Trille, le ruisseau Peybarre, le ruisseau Rouil et par divers petits cours d'eau, constituant un réseau hydrographique de 34 km de longueur totale,.
La Lèze, d'une longueur totale de 70,2 km, prend sa source dans la commune de La Bastide-de-Sérou et s'écoule du sud vers le nord. Elle traverse la commune et se jette dans l'Ariège à Labarthe-sur-Lèze, après avoir traversé 20 communes.
La Mouillonne, d'une longueur totale de 19,9 km, prend sa source dans la commune de Saint-Ybars et s'écoule du sud vers le nord. Elle traverse la commune et se jette dans l'Ariège à Grépiac, après avoir traversé 10 communes.
Le Latou, d'une longueur totale de 17,2 km, prend sa source dans la commune de Saint-Michel et s'écoule du sud-est vers le nord-ouest. Il traverse la commune et se jette dans la Lèzesur le territoire communal, après avoir traversé 7 communes.

### Climat
Pour des articles plus généraux, voir Climat de l'Occitanie et Climat de l'Ariège.
En 2010, le climat de la commune est de type climat du Bassin du Sud-Ouest, selon une étude du Centre national de la recherche scientifique s'appuyant sur une série de données couvrant la période 1971-2000. En 2020, Météo-France publie une typologie des climats de la France métropolitaine dans laquelle la commune est exposée à un climat océanique altéré et est dans la région climatique Aquitaine, Gascogne, caractérisée par une pluviométrie abondante au printemps, modérée en automne, un faible ensoleillement au printemps, un été chaud (19,5 °C), des vents faibles, des brouillards fréquents en automne et en hiver et des orages fréquents en été (15 à 20 jours).
Pour la période 1971-2000, la température annuelle moyenne est de 12,7 °C, avec une amplitude thermique annuelle de 15,5 °C. Le cumul annuel moyen de précipitations est de 835 mm, avec 9,6 jours de précipitations en janvier et 6 jours en juillet. Pour la période 1991-2020, la température moyenne annuelle observée sur la station météorologique installée sur la commune est de 13,6 °C et le cumul annuel moyen de précipitations est de 796,5 mm,. Pour l'avenir, les paramètres climatiques de la commune estimés pour 2050 selon différents scénarios d'émission de gaz à effet de serre sont consultables sur un site dédié publié par Météo-France en novembre 2022.
| Mois                                  | jan.        | fév.           | mars        | avril           | mai         | juin          | jui.         | août          | sep.          | oct.          | nov.          | déc.        | année      |
| ------------------------------------- | ----------- | -------------- | ----------- | --------------- | ----------- | ------------- | ------------ | ------------- | ------------- | ------------- | ------------- | ----------- | ---------- |
| Température minimale moyenne (°C)     | 2,7         | 3              | 5,3         | 7,4             | 10,8        | 14,3          | 16,3         | 16,5          | 13,5          | 10,4          | 6             | 3,6         | 9,2        |
| Température moyenne (°C)              | 6           | 6,8            | 9,7         | 12              | 15,6        | 19,4          | 21,7         | 22            | 18,7          | 14,7          | 9,5           | 6,8         | 13,6       |
| Température maximale moyenne (°C)     | 9,2         | 10,5           | 14,2        | 16,7            | 20,4        | 24,4          | 27,1         | 27,6          | 23,9          | 19            | 13            | 10          | 18         |
| Record de froid (°C) date du record   | −7 27.01.07 | −11,5 09.02.12 | −8 01.03.05 | −1,5 04.04.1996 | 0 04.05.10  | 6 02.06.06    | 8,5 15.07.00 | 9 27.08.00    | 3 25.09.02    | −1,5 30.10.18 | −7 23.11.1988 | −8 23.12.05 | −11,5 2012 |
| Record de chaleur (°C) date du record | 20 18.01.07 | 24,5 27.02.19  | 28 24.03.01 | 30 09.04.11     | 33 30.05.01 | 38,5 29.06.19 | 38 27.07.20  | 39,5 13.08.03 | 34,5 05.09.06 | 30 01.10.13   | 23 03.11.11   | 23 07.12.00 | 39,5 2003  |
| Précipitations (mm)                   | 68,3        | 53,2           | 57,9        | 85,2            | 90,7        | 71,9          | 55,5         | 49,9          | 58,6          | 64,8          | 74,7          | 65,8        | 796,5      |

| Diagramme climatique                                  |           |             |             |              |              |              |              |              |            |         |           |
| J                                                     | F         | M           | A           | M            | J            | J            | A            | S            | O          | N       | D         |
| 9,22,768,3                                            | 10,5353,2 | 14,25,357,9 | 16,77,485,2 | 20,410,890,7 | 24,414,371,9 | 27,116,355,5 | 27,616,549,9 | 23,913,558,6 | 1910,464,8 | 13674,7 | 103,665,8 |
| Moyennes : • Temp. maxi et mini °C • Précipitation mm |           |             |             |              |              |              |              |              |            |         |           |

### Milieux naturels et biodiversité
Aucun espace naturel présentant un intérêt patrimonial n'est recensé sur la commune dans l'inventaire national du patrimoine naturel,,.

## Urbanisme

### Typologie
Au 1er janvier 2024, Saint-Ybars est catégorisée commune rurale à habitat dispersé, selon la nouvelle grille communale de densité à 7 niveaux définie par l'Insee en 2022.
Elle est située hors unité urbaine. Par ailleurs la commune fait partie de l'aire d'attraction de Toulouse, dont elle est une commune de la couronne,. Cette aire, qui regroupe 527 communes, est catégorisée dans les aires de 700 000 habitants ou plus (hors Paris),.

### Occupation des sols
L'occupation des sols de la commune, telle qu'elle ressort de la base de données européenne d’occupation biophysique des sols Corine Land Cover (CLC), est marquée par l'importance des territoires agricoles (98,1 % en 2018), en diminution par rapport à 1990 (99,1 %). La répartition détaillée en 2018 est la suivante : 
terres arables (58,3 %), zones agricoles hétérogènes (22,9 %), prairies (16,8 %), zones urbanisées (1 %), forêts (0,9 %). L'évolution de l’occupation des sols de la commune et de ses infrastructures peut être observée sur les différentes représentations cartographiques du territoire : la carte de Cassini (XVIIIe siècle), la carte d'état-major (1820-1866) et les cartes ou photos aériennes de l'IGN pour la période actuelle (1950 à aujourd'hui).

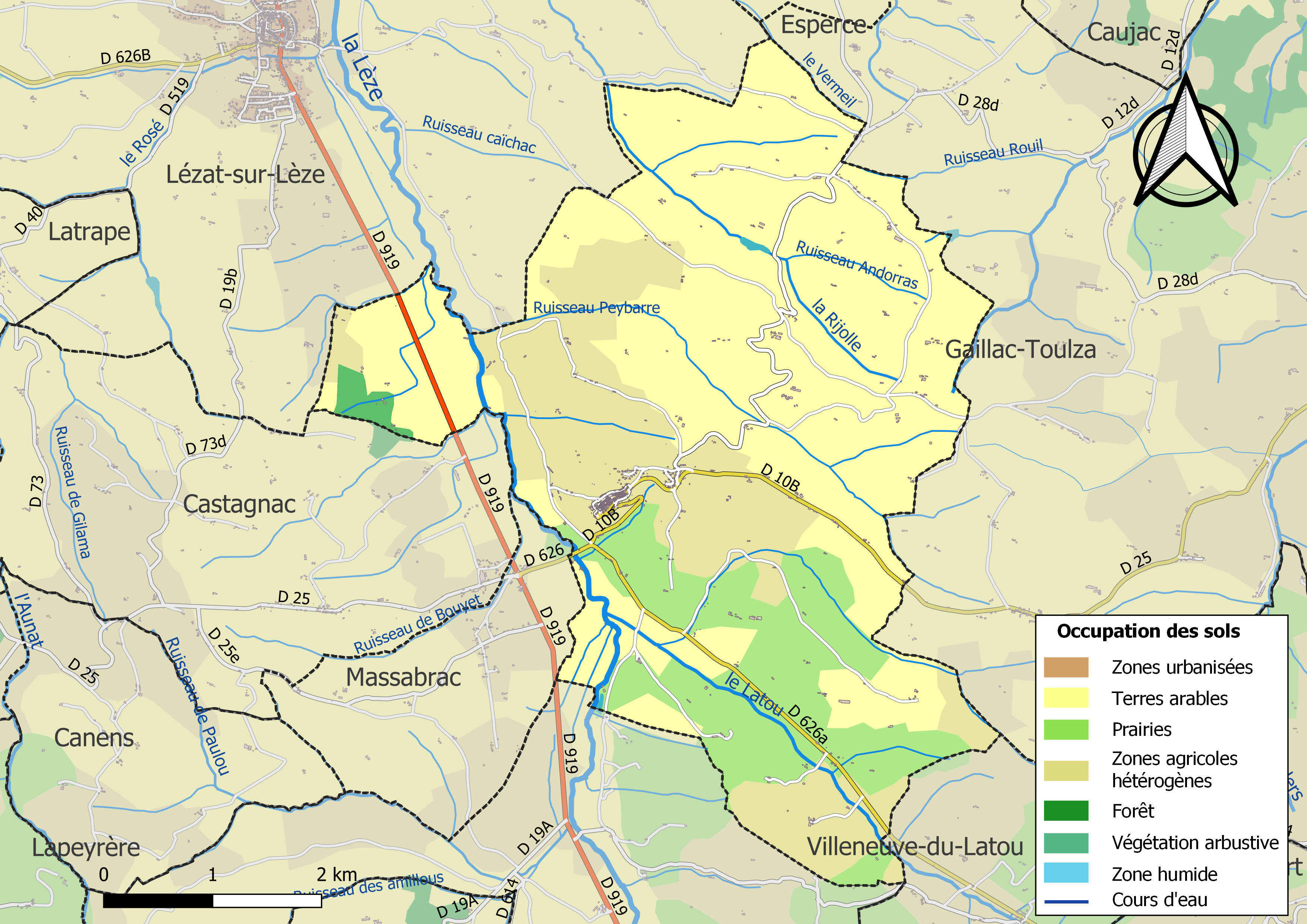
Carte des infrastructures et de l'occupation des sols de la commune en 2018 (CLC).

### Hameaux
Bélinguier, Blansac, Escayre...

### Habitat et logement
En 2018, le nombre total de logements dans la commune était de 412, alors qu'il était de 388 en 2013 et de 377 en 2008.
Parmi ces logements, 79,6 % étaient des résidences principales, 7 % des résidences secondaires et 13,3 % des logements vacants. Ces logements étaient pour 88,1 % d'entre eux des maisons individuelles et pour 11,2 % des appartements.
Le tableau ci-dessous présente la typologie des logements à Saint-Ybars en 2018 en comparaison avec celle de l'Ariège et de la France entière. Une caractéristique marquante du parc de logements est ainsi une proportion de résidences secondaires et logements occasionnels (7 %) inférieure à celle du département (24,6 %) mais supérieure à celle de la France entière (9,7 %). Concernant le statut d'occupation de ces logements, 66,8 % des habitants de la commune sont propriétaires de leur logement (72,2 % en 2013), contre 66,3 % pour l'Ariège et 57,5 % pour la France entière.
| Typologie                                               | Saint-Ybars | Ariège | France entière |
| ------------------------------------------------------- | ----------- | ------ | -------------- |
| Résidences principales (en %)                           | 79,6        | 65,7   | 82,1           |
| Résidences secondaires et logements occasionnels (en %) | 7           | 24,6   | 9,7            |
| Logements vacants (en %)                                | 13,3        | 9,7    | 8,2            |

### Voies de communication et transports
La commune est desservie par la ligne 358 du Réseau Arc-en-Ciel.

### Risques majeurs

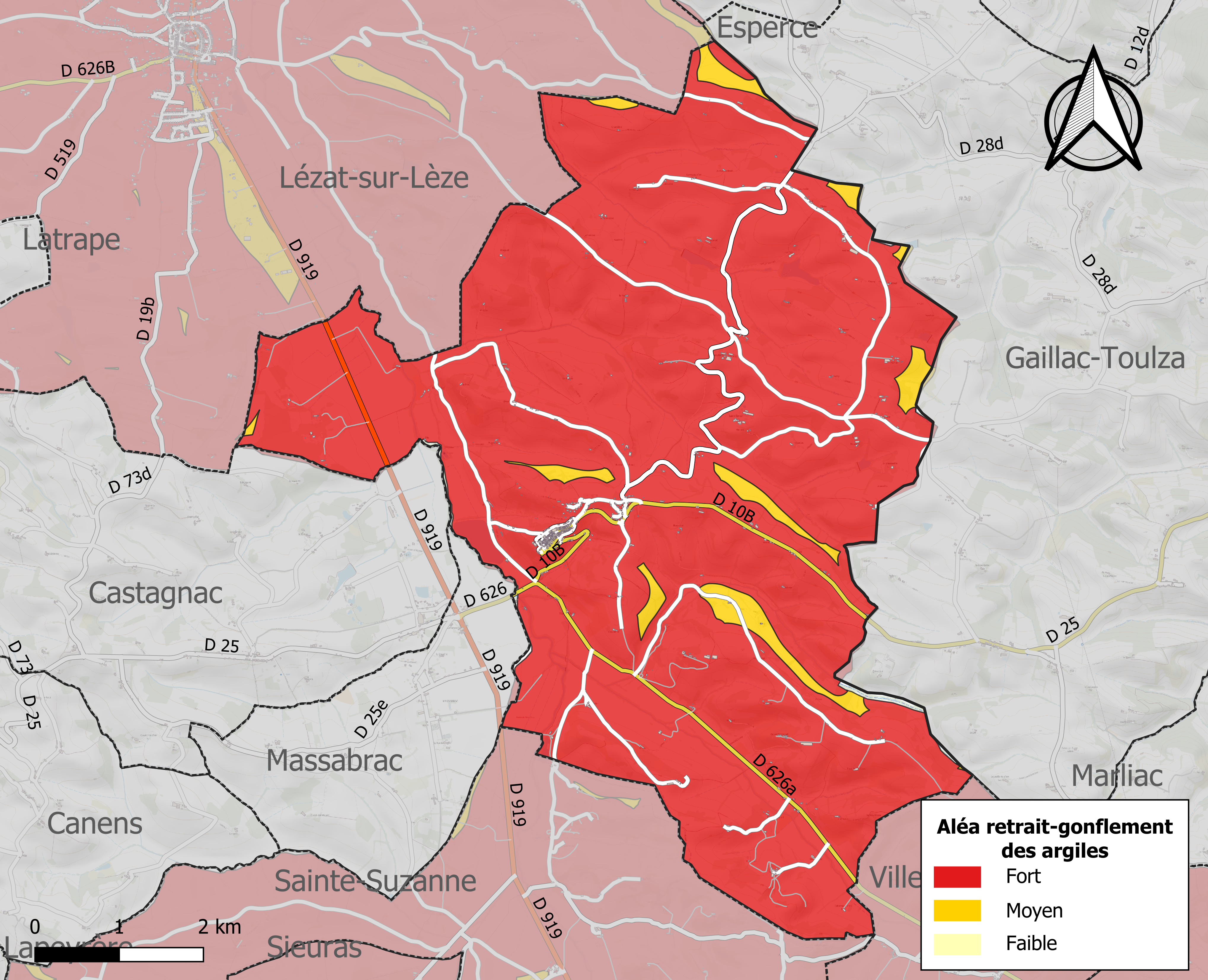
Zonage de l'aléa retrait-gonflement des argiles sur la commune de Saint-Ybars.

Le territoire de la commune de Saint-Ybars est vulnérable à différents aléas naturels : inondations, climatiques (grand froid ou canicule), mouvements de terrains et séisme (sismicité faible),.
Certaines parties du territoire communal sont susceptibles d’être affectées par le risque d’inondation par débordement, crue torrentielle d'un cours d'eau, le Lèze, ou ruissellement d'un versant. L’épisode de crue le plus marquant dans le département reste sans doute celui de 1875. Parmi les inondations marquantes plus récentes concernant la Lèze figurent les crues de 1977, de 1992, de 1993, de 2000 et de 2007.
Les mouvements de terrains susceptibles de se produire sur la commune sont soit des glissements de terrains soit des mouvements liés au retrait-gonflement des argiles. Près de 50 % de la superficie du département est concernée par l'aléa retrait-gonflement des argiles, dont la commune de Saint-Ybars. L'inventaire national des cavités souterraines permet par ailleurs de localiser celles situées sur la commune.
Ces risques naturels sont pris en compte dans l'aménagement du territoire de la commune par le biais d'un plan de prévention des risques (PPR) inondation et mouvement de terrain approuvé le 19 octobre 2004.

## Toponymie
Durant la Révolution, la commune porte les noms de Mont-Sauveterre et de Mont-Ybars.
Ses habitants sont appelés les Eparchois.

## Histoire
Site occupé à l'époque gallo-romaine, Saint-Ybars tient son nom de saint Cybard, Eparcuis en latin (493-581), moine qui est resté reclus pendant 44 ans dans une grotte située sous les remparts d'Angoulême. La légende a traversé le Sud-Ouest de la France pour donner son nom au village, d'où le nom « Éparchois et Éparchoises » donné à ses habitants.
Fondée en 1241, Saint-Ybars a été la première bastide édifiée en comté de Foix, alors dénommée Sauveterre-de-Saint-Ybars et née d’un accord entre l’abbé de Lézat et le comte de Foix. Construite par ce dernier, elle fut et resta longtemps le seul ouvrage de pierre de la vallée. Il s'agissait d'une cité aux hauts remparts, protégée par des fossés et un imposant château fort.
Ce XIIIe siècle des bastides est un temps de prospérité, d'affirmation territoriale et d'urbanisation notamment dans le Sud-Ouest. Le pouvoir royal veut également imposer son autorité, notamment dans les comtés comté de Toulouse, de Carcassonne et de Foix. Les luttes contre les cathares battent leur plein.
C’est donc dans un contexte de tensions sporadiques et de rivalité que la bastide de Saint-Ybars est construite en 1241. Saint-Ybars doit attirer des habitants. Il faut donc tout mettre en œuvre pour que l’économie y prospère. Le comte ne peut pas espérer une victoire politique avec une implantation durable de son pouvoir en vallée de la Lèze sans réussite économique.
En septembre 1242, on offre des avantages aux nouveaux habitants dans le cadre d’une charte de coutumes fixant les règles de fonctionnement de la communauté.
Il est nécessaire de délimiter et partager l’espace. Pierre de Dalbs ne veut rien laisser au hasard dans la gestion des affaires de l'abbaye. On mène donc l’enquête auprès des anciens du lieu. Ainsi, deux d’entre eux, Bernardo del Garrigas à pied et Raimunde Johanne juchée sur un cheval (car « atteinte par la décrépitude de l'âge », indique-t-on), arpentent-ils la campagne avec les représentants du comte et de l'abbé. Leur grand âge permet de remonter aux plus lointains souvenirs de ces limites.
Par ailleurs, on définit la taille des parcelles de terrain que l’on va accorder aux nouveaux venus à l’intérieur et à l’extérieur du bourg selon leurs destinations : pour construire une maison, implanter un jardin, un champ, un pré, une vigne. Les habitants se voient dotés du privilège de ne payer aucun péage dans leurs déplacements en comté de Foix.
Il faut mettre en place une administration. Chaque coseigneur est représenté par un bayle dont la mission est de gérer les affaires de la ville, et par un viguier, magistrat responsable de l’ordre public, chargé de rendre la justice. Toute victime d’un délit devait obtenir réparation. Si le coupable n’était pas retrouvé, la commune devenait alors responsable et devait indemniser la victime. On fixe également tout ce qui est nécessaire à la bonne marche du commerce. Le comte est responsable du déroulement des foires et marchés. Il doit protéger les marchands dans leurs déplacements pour venir à Saint-Ybars et en repartir. Il doit également leur garantir la sécurité sur place et le logement. Un marché doit se tenir tous les jeudis et une foire en novembre, à la Saint-Martin. Ces dispositions sont particulièrement avantageuses pour les habitants.
Cela dit, les coseigneurs s’octroient certains privilèges : les bouchers devaient leur réserver les filets des porcs abattus, ainsi que la poitrine des bœufs. Leur pain était cuit gratuitement au four banal s’ils  résidaient dans la ville.
De 1910 à 1938, la commune a bénéficié d'une gare sur la ligne de Toulouse-Roguet à Sabarat à voie métrique exploitée par la compagnie des chemins de fer du Sud-Ouest. Partagée avec la commune haut-garonnaise de Massabrac sur laquelle elle se trouvait, elle était située entre les deux villages au lieu-dit l'embranchement.

## Politique et administration

### Découpage territorial
La commune de Saint-Ybars est membre de la communauté de communes Arize Lèze, un établissement public de coopération intercommunale (EPCI) à fiscalité propre créé le 30 octobre 2016 dont le siège est à Le Fossat. Ce dernier est par ailleurs membre d'autres groupements intercommunaux.
Sur le plan administratif, elle est rattachée à l'arrondissement de Saint-Girons, au département de l'Ariège, en tant que circonscription administrative de l'État, et à la région Occitanie.
Sur le plan électoral, elle dépend du canton d'Arize-Lèze pour l'élection des conseillers départementaux, depuis le redécoupage cantonal de 2014 entré en vigueur en 2015, et de la deuxième circonscription de l'Ariège  pour les élections législatives, depuis le redécoupage électoral de 1986.

### Rattachements administratifs et électoraux
Commune faisant partie de la communauté de communes de la vallée de la Lèze et du canton d'Arize-Lèze (avant le redécoupage départemental de 2014, Saint-Ybars faisait partie de l'ex-canton du Fossat).

### Liste des maires
| Période                                  | Période  | Identité                       | Étiquette | Qualité  |
| ---------------------------------------- | -------- | ------------------------------ | --------- | -------- |
| 1790                                     | 1790     | Joseph, Marie de Latour        |           |          |
| 1790                                     | 1791     | Denis de Cazeneuve             |           |          |
| 1791                                     | 1791     | Jean-Baptiste Monier           |           |          |
| 1791                                     | 1810     | Jean-Pierre Galtier            |           |          |
| 1810                                     | 1813     | François Ferreing la Jonquière |           |          |
| 1813                                     | 1816     | Pierre Latour                  |           |          |
| 1816                                     | 1830     | Antoine, Augustin de Lafage    |           |          |
| 1830                                     | 1832     | Edouard Azema                  |           |          |
| 1832                                     | 1833     | Laurent, Marguerite Cassagne   |           |          |
| 1833                                     | 1834     | Dominique, Valentin Garrigue   |           |          |
| 1834                                     | 1837     | Charles Vignaux                |           |          |
| 1837                                     | 1870     | Dominique, Valentin Garrigue   |           |          |
| 1870                                     | 1871     | Henri Touja                    |           |          |
| 1871                                     | 1871     | Bernard, Justin Lamarque       |           |          |
| 1871                                     | 1881     | Henri Touja                    |           |          |
| 1881                                     | 1900     | Collatin Carrière              |           |          |
| 1900                                     | 1909     | Adrien Bicheyre                |           |          |
| 1909                                     | 1914     | Alphonse Cremazy               |           |          |
| 1914                                     | 1919     | Josephin Bares                 |           |          |
| 1919                                     | 1944     | Alphonse Cremazy               |           |          |
| 1944                                     | 1965     | Léopold Marty                  |           |          |
| 1965                                     | 1977     | Marius Dedieu                  |           |          |
| 1977                                     | 1988     | Jacques Verkinderen            |           |          |
| 1988                                     | 1989     | Francis Gay                    |           |          |
| 1989                                     | 2008     | Henri Esquirol                 |           |          |
| mars 2008                                | En cours | Francis Boy                    |           | Retraité |
| Les données manquantes sont à compléter. |          |                                |           |          |

### Jumelages
- Saint-Ybard (France), en Corrèze.

## Population et société

### Démographie
| 1793  | 1800  | 1806  | 1821  | 1831  | 1836  | 1841  | 1846  | 1851  |
| ----- | ----- | ----- | ----- | ----- | ----- | ----- | ----- | ----- |
| 2 350 | 2 122 | 2 477 | 2 462 | 2 474 | 2 313 | 2 362 | 2 328 | 2 331 |

| 1856  | 1861  | 1866  | 1872  | 1876  | 1881  | 1886  | 1891  | 1896  |
| ----- | ----- | ----- | ----- | ----- | ----- | ----- | ----- | ----- |
| 2 380 | 2 309 | 2 283 | 2 206 | 2 148 | 2 021 | 1 867 | 1 862 | 1 774 |

| 1901  | 1906  | 1911  | 1921  | 1926  | 1931  | 1936  | 1946  | 1954 |
| ----- | ----- | ----- | ----- | ----- | ----- | ----- | ----- | ---- |
| 1 616 | 1 640 | 1 564 | 1 354 | 1 330 | 1 273 | 1 194 | 1 148 | 721  |

| 1962 | 1968 | 1975 | 1982 | 1990 | 1999 | 2006 | 2008 | 2013 |
| ---- | ---- | ---- | ---- | ---- | ---- | ---- | ---- | ---- |
| 673  | 654  | 524  | 476  | 512  | 561  | 629  | 649  | 646  |

| 2018 | 2022 | - | - | - | - | - | - | - |
| ---- | ---- | - | - | - | - | - | - | - |
| 688  | 670  | - | - | - | - | - | - | - |

| selon la population municipale des années : | 1968 | 1975 | 1982 | 1990 | 1999 | 2006 | 2009 | 2013 |
| Rang de la commune dans le département      | 36   | 43   | 54   | 55   | 53   | 49   | 47   | 50   |
| Nombre de communes du département           | 340  | 328  | 330  | 332  | 332  | 332  | 332  | 332  |

### Enseignement
Saint-Ybars fait partie de l'académie de Toulouse et dispose d'une école maternelle et élémentaire publique d'une centaine d'élèves.

## Économie

### Revenus
En 2018, la commune compte 283 ménages fiscaux, regroupant 602 personnes. La médiane du revenu disponible par unité de consommation est de 20 700 € (19 820 € dans le département).

### Emploi
| Division       | 2008  | 2013   | 2018   |
| -------------- | ----- | ------ | ------ |
| Commune        | 7,2 % | 10,1 % | 14,1 % |
| Département    | 8,9 % | 11,1 % | 11,2 % |
| France entière | 8,3 % | 10 %   | 10 %   |

En 2018, la population âgée de 15 à 64 ans s'élève à 418 personnes, parmi lesquelles on compte 80,9 % d'actifs (66,7 % ayant un emploi et 14,1 % de chômeurs) et 19,1 % d'inactifs,. En  2018, le taux de chômage communal (au sens du recensement) des 15-64 ans est supérieur à celui du département et de la France, alors qu'en 2008 la situation était inverse.
La commune fait partie de la couronne de l'aire d'attraction de Toulouse, du fait qu'au moins 15 % des actifs travaillent dans le pôle,. Elle compte 82 emplois en 2018, contre 112 en 2013 et 88 en 2008. Le nombre d'actifs ayant un emploi résidant dans la commune est de 282, soit un indicateur de concentration d'emploi de 29,1 % et un taux d'activité parmi les 15 ans ou plus de 60,1 %.
Sur ces 282 actifs de 15 ans ou plus ayant un emploi, 52 travaillent dans la commune, soit 18 % des habitants. Pour se rendre au travail, 87,2 % des habitants utilisent un véhicule personnel ou de fonction à quatre roues, 0,7 % les transports en commun, 4,3 % s'y rendent en deux-roues, à vélo ou à pied et 7,8 % n'ont pas besoin de transport (travail au domicile).

### Activités hors agriculture
46 établissements sont implantés  à Saint-Ybars au 31 décembre 2019. Le tableau ci-dessous en détaille le nombre par secteur d'activité et compare les ratios avec ceux du département,.
| Secteur d'activité                                                                                        | Commune | Commune | Département |
| Secteur d'activité                                                                                        | Nombre  | %       | %           |
| --- | ------- | ------- | ----------- |
| Ensemble                                                                                                  | 46      |         |             |
| Industrie manufacturière, industries extractives et autres                                                | 11      | 23,9 %  | (12,9 %)    |
| Construction                                                                                              | 8       | 17,4 %  | (14,2 %)    |
| Commerce de gros et de détail, transports, hébergement et restauration                                    | 9       | 19,6 %  | (27,5 %)    |
| Information et communication                                                                              | 3       | 6,5 %   | (1,8 %)     |
| Activités immobilières                                                                                    | 4       | 8,7 %   | (4,2 %)     |
| Activités spécialisées, scientifiques et techniques et activités de services administratifs et de soutien | 3       | 6,5 %   | (13,2 %)    |
| Administration publique, enseignement, santé humaine et action sociale                                    | 5       | 10,9 %  | (14,4 %)    |
| Autres activités de services                                                                              | 3       | 6,5 %   | (8,8 %)     |

Le secteur de l'industrie manufacturière, des industries extractives et autres est prépondérant sur la commune puisqu'il représente 23,9 % du nombre total d'établissements de la commune (11 sur les 46 entreprises implantées  à Saint-Ybars), contre 12,9 % au niveau départemental.
Les quatre entreprises ayant leur siège social sur le territoire communal qui génèrent le plus de chiffre d'affaires en 2020 sont : 
- TCTCP, construction de maisons individuelles (125 k€)
- SARL De Fantilhou, production d'électricité (30 k€)
- SARL De Burret, production d'électricité (29 k€)
- Mto Securite, activités de sécurité privée (0 k€)

### Agriculture
La commune fait partie de la petite région agricole dénommée « Coteaux de l'Ariège ».
|                                   | 1988  | 2000 | 2010 |
| --------------------------------- | ----- | ---- | ---- |
| Exploitations                     | 49    | 33   | 25   |
| Superficie agricole utilisée (ha) | 1 974 | 2108 | nd   |

Le nombre d'exploitations agricoles en activité et ayant leur siège dans la commune est passé de 49 lors du recensement agricole de 1988 à 33 en 2000 puis à 25 en 2010, soit une baisse de 49 % en 22 ans. Le même mouvement est observé à l'échelle du département qui a perdu pendant cette période 48 % de ses exploitations.

## Culture locale et patrimoine

### Lieux et bâtiments
- Église Saint-Ybars ou Saint-Éparche, des XIIIe et XVIe siècles au centre du dispositif de la bastide, comprend la chapelle Sainte-Anne. Elle est classée monument historique.
- Chapelle de Saint-Sernin, reconvertie en un lieu d'exposition[54].
- Pont sur l'Arize construit en 1765.

### Personnalités liées à la commune
- Pierre Bonsom de Donnaud (1553-1630), né sur la commune, évêque d'Agen, puis de Mirepoix.
- Isidore Latour, connu sous le nom de Latour de Saint-Ybars (1807-1891), né et mort à Saint-Ybars, avocat à Toulouse. Critique pour les journaux du Midi. Poète, auteur. Il restaura la tragédie classique.

### Héraldique
| Blason de Saint-Ybars | Blason  | De sinople à une croix d'or.                     |
| Blason de Saint-Ybars | Détails | Le statut officiel du blason reste à déterminer. |

## Pour approfondir